# Christian von Bentheim
Christian von Bentheim (* 1327; † 1418) war Dompropst in Münster.

## Leben

### Herkunft und Familie
Als Sohn des Grafen Johann I. von Bentheim († 1333) und der Mechthild von der Lippe († 1366) geboren, entstammte Christian von Bentheim dem Geschlecht der Gerulfinger, der ersten Grafenfamilie in (West-)Friesland und Holland. Er hatte sechs Geschwister, darunter Otto und Bernhard.

### Werdegang und Wirken
Auf Bitten seiner Mutter wurde Christian vom Papst Clemens VI. ein Kanonikat in St. Gereon in Köln verliehen. Als Kölner Domherr wurde er vom Papst Innozenz VI. am 20. Februar 1358 als Nachfolger seines Bruders Otto in das Amt des Dompropstes in Paderborn gesetzt. Gleichzeitig erhielt er ein Domkanonikat in Münster. Der Bischof von Paderborn, Baldewin, gab am 3. Januar 1360 den päpstlichen Befehl an das Domkapitel Münster weiter. Im folgenden Jahr erhielt er die Präbende des verstorbenen Domherrn Dietrich von Enschede und am 19. August 1361 gab er die Dompropstei an seinen jüngeren Bruder Bernhard ab. Hierfür erhielt er den Altar im Schüttdorf.
Einige Jahre später, 1365, kehrte er in sein Amt als Dompropst zurück. Über das Ende seiner Amtszeit gibt es keine Belege. Da sein Name nicht in den Domnekrologen auftaucht, kann angenommen werden, dass Christian resigniert hat oder aus seinem Amt entlassen worden ist.